# Seweryn Kohut
Seweryn Zenon Kohut (Brenna, 22 april 1976) is een Pools wielrenner. Zijn jongere broer Slavomir is ook profwielrenner en reed tot 2008 in dezelfde ploeg als Seweryn.
De in het Poolse Brenna geboren Kohut heeft op zijn erelijst onder andere etappes in de Ronde van Slovenië (2000, 2001) staan. Ook won de Pool in 2000 het eindklassement van de Ronde van Bulgarije.

## Belangrijkste overwinningen
2000
- 5e etappe Ronde van Slovenië
- 1e etappe Ronde van Bulgarije
- Eindklassement Ronde van Bulgarije

2001
- 5e etappe Ronde van Slovenië

## Resultaten in voornaamste wedstrijden
| \| Jaar \| Ronde van Italië \| Ronde van Frankrijk \| Ronde van Spanje \| \| ---- \| ---------------- \| ------------------- \| ---------------- \| \| 2003 \| buiten tijd \| \| \| - Profiel op Cyclingbase - Profiel op De Wielersite |                  |                     |                  |
| Jaar | Ronde van Italië | Ronde van Frankrijk | Ronde van Spanje |
| 2003 | buiten tijd      |                     |                  |